# Ladha, Aurad
Ladha là một làng thuộc tehsil Aurad, huyện Bidar, bang Karnataka, Ấn Độ.